# Rio Bradu (Bistricioara)
O Rio Bradu é um rio da Romênia afluente do Rio Bistricioara, localizado no distrito de Neamţ.